# Araneus indistinctus
Araneus indistinctus là một loài nhện trong họ Araneidae.
Loài này thuộc chi Araneus. Araneus indistinctus được Carl Ludwig Doleschall miêu tả năm 1859.